# Akuj
Akuj è la divinità suprema della popolazione nomade dei Turkana, stanziata in Kenya e in Etiopia.
Si tratta di una divinità con caratteri contemporaneamente maschili e femminili (ma grammaticalmente il suo nome è femminile.
È associata al cielo (nakuj), con cui talvolta viene identificata, e soprattutto alla pioggia, ma non ai fulmini e ai tuoni, che possono aversi anche senza pioggia. 
Akuj risiede in cielo e frequenta la cima delle montagne più alte. Non si cura in modo particolare dell'esistenza degli uomini e non esiste alcun mito sulla creazione. La siccità, ricorrente e devastante nelle regioni abitate da questa popolazione, è attribuita all'irritazione della dea contro gli uomini o più semplicemente al fatto che si è dimenticata di loro. 
In casi di disastri naturali al di fuori del controllo dell'uomo o per curare le malattie, o ancora in relazione ai momenti importanti della vita (nascita, matrimonio, morte) vengono offerti alla divinità dei sacrifici di animali, che si svolgono con riti piuttosto semplici. Le preghiere sono indirizzate direttamente alla divinità o tramite la mediazione di altri esseri divini (Akuj Nameri, dio delle stelle, e Nipen o Ngiapan, spiriti).
Gli antenati defunti, il cui spirito sale in cielo, sono tuttavia in stretto rapporto con i loro parenti sulla terra e ricevono libagioni e offerte e svolgono anch'essi opera di mediazione nei confronti della divinità o di altri spiriti più distanti. 
I riti si svolgono in genere all'ombra di un albero, che viene vista come una benedizione per le sue proprietà "rinfrescanti" come quelle della pioggia.
Indovini e profeti (emuron) di entrambi i sessi ne interpretano la volontà, attraverso i sogni o numerose altre pratiche divinatorie. Il loro ruolo è anche quello di identificare le cause dei problemi e di curare le malattie. 